# Лук'янівка (Каховський район)
Лук'я́нівка —  село в Україні, у Каховському районі Херсонської області. Населення становить 45 осіб. 24 лютого 2022 року село тимчасово окуповане російськими військами під час російсько-української війни.

## Населення

### Мова
Розподіл населення за рідною мовою за даними перепису 2001 року:
| Мова       | Кількість | Відсоток |
| ---------- | --------- | -------- |
| українська | 42        | 93.33%   |
| російська  | 3         | 6.67%    |
| Усього     | 45        | 100%     |